# Соколюк Людмила Данилівна
Людмила Данилівна Соколюк (нар. 16 листопада 1937, Харків) — український мистецтвознавець; доктор мистецтвознавства (2004), професор (1997); Завідувач кафедри теорії і історії мистецтва ХДАДМ; дослідник українського монументалізму, бойчукізму.  «Відмінник освіти України» (2001). Нагороджена Золотою медаллю  НАМ України (2011), Член-кореспондент НАМ України (2021).

## Біографія
Народилась 16 листопада 1937 в місті Харків. В 1960 закінчила філологічний факультет Харківського державного університету. Навчалась у Заочному народному університеті мистецтв в Москві на факультеті рисунку й живопису, який закінчила в 1965 році. Від 1961 року працювала в редакціях газет і на телебаченні, займаючись літературною та мистецькою діяльністю.
У 1972 році розпочала викладацьку діяльність: працювала на кафедрах архітектури спочатку в Харківському сільськогосподарському інституті, а з 1978 року — Харківському інженерно-будівельному інституті. Викладала історію мистецтва. У 1979 році обійняла посаду старшого викладача Харківського художньо-промислового інституту, де працює й досі, від 1997 — професор; завідувач кафедри теорії і історії мистецтва.
Працювала над дослідженням українського мистецтва 1920-х-1930-х років, українського монументалізму, бойчукізму. Кандидат мистецтвознавства з 1987, з 2004 — доктор (тема дисертації: «Михайло Бойчук та його концепція розвитку українського мистецтва перша третина ХХ ст.»).
До 100-річчя харківської художньої школи вийшло дослідження, присвячене засновниці мистецько-промислової освіти в Харкові Марії Раєвській-Івановій.
Нині разом з українською мистецтвознавицею Т. Кара-Васильєвою мисткиня запропонувала методику оцінювання втрачених пам'яток художньої культури під час російсько-української війни.